# Ambrosio Aimar
Ambrosio Aimar (data de nascimento e morte desconhecidos) foi um ciclista olímpico argentino. Aimar representou sua nação nos Jogos Olímpicos de Verão de 1948, em Londres, no evento de perseguição por equipes (4.000 m).